# 索尼电脑科学实验室
索尼电脑科学实验室（日语：ソニーコンピュータサイエンス研究所；英語：、Sony CSL、SCSL）在计算机科学领域进行相关项目的研究，公司成立于1988（昭和63年）。

## 发展历史
索尼CSL成立于1988年，最初成立的目标是研究计算机科学相关领域的内容，首任董事长是所真理雄。随着索尼公司的不断发展，研究人员将研究范围扩展到各领域，例如语言学、细胞信号、计算几何、流行病学、意识体验、人工智能、医疗保险、工厂效率、艺术、系统依赖性和社会等，并进行很多具有创新性的研究。公司成员主要是各领域的科学研究者，从创立之初的3名科学家到2019年的30位，一直维持在较小的团队规模。

## 成就
1998年，索尼发布的VAIO笔记本电脑“PCG-C1”中配备了可自动识别“CyberCode”的软件。之后索尼就一直在推进该技术的研发和产品化, CyberCode是为AR应用设计的二维条码。
1999年推出机器狗 AIBO，随后公司设立了索尼智能实验室和索尼电脑科学实验室。2014年后，索尼停止了AIBO机器狗的生产，将AI技术主要运用在 Xperia手机系列(SmartAR)、PlayStation(面部识别)、数码相机和能进行语音识别的可穿戴设备Project N。
2005年12月4日索尼电脑科学实验室发明了一款名为Block Jam，可通过触摸或改变“积木”小块的排列顺序来改变音序。
2018年10月25日宣布创建出非接触式加密货币的电子钱包。
2018年5月18日索尼集团宣布与Cogitai公司进行合作，使用深度强化学习和预测技术研发新一代人工智能科技。

## 相关人物
- 北野宏明 总裁兼任董事长
- 茂木健一郎 高级研究员
- 暦本純一 互动实验室主任
- 弗兰克·尼尔森 高级研究员
- 高安秀樹 高级研究员
- 桜田一洋 高级研究员
- 土井利忠 前任董事长兼创始人，外号“天外伺郎”
- 増井俊之 前研究員
- 遠藤謙 副研究员（假肢工程师）